# Пласидо
Диего Габриэль де ла Консепсьон Вальдес (исп. Diego Gabriel de la Concepción Valdés; 18 марта 1809, Гавана — 28 июня 1844, Матансас), более известный под псевдонимом Пла́сидо (Plácido) — афрокубинский поэт и борец за независимость. Ремесленник-гребенщик и типограф по профессии.

## Биография
Сын Консепсьон Васкес, испанской танцовщицы из города Бургос (Испания) и Диего Феррера Матосо, чёрного (афрокубинского) парикмахера.
Фамилия «Вальдес» была дана в честь епископа Вальдеса, основателя Casa Cuna, у которого его мать бросила младенца через несколько дней после его рождения. Он вырос в бедности и, будучи мулатом во времена господства на острове рабства, подвергался дискриминации.
Его образование не отличалось систематичностью и стабильностью, ему пришлось сменить несколько школ. Спустя годы он учился в мастерской Висенте Эскобара, где научился рисованию и каллиграфии. Затем в 1823 году начал работать подмастерьем в типографии Хосе Северино Болонья, где начали проявляться его поэтические способности и вдохновение, но в 1826 году ему пришлось оставить эту работу и податься в город Матансас, где он мог больше заработать на гребнях из черепашьих панцирей.

## Творчество
Как поэт он известен как один из важнейших представителей романтизма на Кубе. В середине 1830-х вошёл в литературный кружок поэтов-романтиков, возглавлявшийся Доминго дель Монте-и-Апонте. Он участвовал в группе Игнасио Вальдеса Мачуки «Десваль» и сотрудничал в таких изданиях, как La Aurora в Матансасе, El Pasatiempo и El Eco de Villaclara в Вилья-Кларе. Он был другом поэта Сатурно Лопеса Арриаги, написавшего эссе о его произведениях.
Многие его стихи носят народный характер, отмечены ярким национальным колоритом и предназначены для семейных торжеств. Его работы, построенные на темах и образах родной земли, отражают повседневную жизнь острова того времени. Хоть его стихи не обладали глубиной и утончённостью таких мастеров, как Хосе Мария Эредиа, признававшего его великим креольским поэтом, но он выделялся вдохновением и естественностью своей поэзии, проникнутой свободолюбием и демократизмом.
«Пласидо» — псевдоним, которым он подписывал свои произведения, — вскоре стал одним из самых узнаваемых и популярных авторов на Кубе, а также считался одним из инициаторов криольизма и сибонеизма в кубинском лирическом движении. Его работы вошли в сборники «Стихи» (1838) и «Избранные стихи» (1842); среди наиболее известных примеров — La flor de caña, A Gesler, La flor de la piña, Jicotencal, La flor del café, A una ingrata, Al Yumurí и стихотворение, в котором он прощается с жизнью перед расстрелом.
Габриэль Вальдес подвергся политическим преследованиям в 1840-х годах и по крайней мере один раз был заключён в тюрьму. По подозрению в участии в антииспанской аболиционистской подпольной деятельности афрокубинцев — так называемом Лестничном заговоре — он был расстрелян колониальными властями в Матансасе 28 июня 1844 года в возрасте 35 лет. Пласидо сыграл заметную роль в становлении национальной кубинской литературы.